# Змеебородник
Змеебородник, или Ландышник, или Офиопогон (лат. Ophiopogon), — род травянистых растений семейства Спаржевые (Asparagaceae), распространённый в умеренно теплых, субтропических и тропических районах Центральной, Южной, Юго-Восточной и Восточной Азии.

## Ботаническое описание
Многолетние травы. Корневища короткие утолщённые и длинные тонкие. Корни мочковатые. Листья прикорневые или стеблевые, собранные в пучки или очерёдные, линейные или продолговатые.
Цветки обоеполые, на коротких цветоножках, собраны по 3—8 в кисть или метёлку; прицветники мелкие. Околоцветник от колокольчатого до плоского; листочков (долей) 6, свободных или внизу сросшихся. Тычинок 6; тычиночные нити обычно очень короткие, короче пыльников. Завязь полунижняя, трёхгнёздная, с 2 (—6) семяпочками в каждом гнезде; столбик 1; рыльце головчатое, мелкое. Семена округлые, синие или лилово-чёрные, ягодообразные.

## Виды
Род включает 77 видов:
- Ophiopogon acerobracteatus R.H.Miao ex W.B.Liao, J.H.Jin & W.Q.Liu
- Ophiopogon alatus Aver. & N.Tanaka
- Ophiopogon albimarginatus D.Fang
- Ophiopogon amblyphyllus F.T.Wang & L.K.Dai
- Ophiopogon angustifoliatus (F.T.Wang & Tang) S.C.Chen
- Ophiopogon bockianus Diels
- Ophiopogon bodinieri H.Lév.
- Ophiopogon brevipes Craib
- Ophiopogon caulescens (Blume) Backer
- Ophiopogon chingii F.T.Wang & Tang
- Ophiopogon clarkei Hook.f.
- Ophiopogon clavatus C.H.Wright ex Oliv. — Змеебородник булавовидный
- Ophiopogon confertifolius N.Tanaka
- Ophiopogon cordylinoides Prain
- Ophiopogon corifolius F.T.Wang & L.K.Dai
- Ophiopogon dracaenoides (Baker) Hook.f. — Змеебородник драценовидный
- Ophiopogon erectus Aver. & N.Tanaka
- Ophiopogon filipes D.Fang
- Ophiopogon fooningensis F.T.Wang & L.K.Dai
- Ophiopogon fruticulosus Aver., N.Tanaka & K.S.Nguyen
- Ophiopogon grandis W.W.Sm. — Змеебородник большой
- Ophiopogon griffithii (Baker) Hook.f.
- Ophiopogon hayatae (N.Tanaka) N.Tanaka, Aver. & T.Koyama
- Ophiopogon heterandrus F.T.Wang & L.K.Dai
- Ophiopogon hongjiangensis Y.Y.Qian
- Ophiopogon humilis L.Rodr.
- Ophiopogon intermedius D.Don — Змеебородник промежуточный
- Ophiopogon jaburan (Siebold) G.Lodd. — Змеебородник ябуран
- Ophiopogon japonicus (Thunb.) Ker Gawl. typus — Змеебородник японский
- Ophiopogon jiangchengensis Y.Y.Qian
- Ophiopogon kradungensis M.N.Tamura
- Ophiopogon latifolius L.Rodr.
- Ophiopogon leptophyllus Griff.
- Ophiopogon longifolius Decne.
- Ophiopogon lushuiensis S.C.Chen
- Ophiopogon mairei H.Lév.
- Ophiopogon malcolmsonii Royle ex Hook.f.
- Ophiopogon marmoratus Pierre ex L.Rodr.
- Ophiopogon megalanthus F.T.Wang & L.K.Dai
- Ophiopogon menglianensis H.W.Li
- Ophiopogon micranthus Hook.f.
- Ophiopogon motouensis S.C.Chen
- Ophiopogon multiflorus Y.Wan
- Ophiopogon ogisui M.N.Tamura & J.M.Xu
- Ophiopogon paniculatus Z.Y.Zhu
- Ophiopogon patulus Aver. & N.Tanaka
- Ophiopogon peliosanthoides F.T.Wang & Tang
- Ophiopogon petraeus Aver. & N.Tanaka
- Ophiopogon pierrei L.Rodr.
- Ophiopogon pingbienensis F.T.Wang & L.K.Dai
- Ophiopogon planiscapus Nakai — Змеебородник плоскострелый
- Ophiopogon platyphyllus Merr. & Chun
- Ophiopogon pseudotonkinensis D.Fang
- Ophiopogon regnieri Bois
- Ophiopogon reptans Hook.f.
- Ophiopogon reversus C.C.Huang
- Ophiopogon revolutus F.T.Wang & L.K.Dai
- Ophiopogon rupestris Aver. & N.Tanaka
- Ophiopogon sar-garhwalensis R.D.Gaur & D.S.Rawat
- Ophiopogon sarmentosus F.T.Wang & L.K.Dai
- Ophiopogon siamensis M.N.Tamura
- Ophiopogon sinensis Y.Wan & C.C.Huang
- Ophiopogon sparsiflorus F.T.Wang & L.K.Dai — Змеебородник редкоцветковый
- Ophiopogon stenophyllus (Merr.) L.Rodr. — Змеебородник узколистный
- Ophiopogon subverticillatus Gagnep. ex L.Rodr.
- Ophiopogon sylvicola F.T.Wang & Tang
- Ophiopogon szechuanensis F.T.Wang & Tang
- Ophiopogon tienensis F.T.Wang & Tang
- Ophiopogon tonkinensis L.Rodr. — Змеебородник тонкинский
- Ophiopogon tristylatus Aver., N.Tanaka & Luu
- Ophiopogon tsaii F.T.Wang & Tang
- Ophiopogon umbraticola Hance
- Ophiopogon vietnamensis N.Tanaka
- Ophiopogon xylorrhizus F.T.Wang & L.K.Dai
- Ophiopogon yangshuoensis R.H.Jiang & W.B.Xu
- Ophiopogon yunnanensis S.C.Chen
- Ophiopogon zingiberaceus F.T.Wang & L.K.Dai — Змеебородник имбиревидный